# Félix Doubront
Félix Doubront (né le 23 octobre 1987 à Puerto Cabello, Venezuela) est un lanceur gaucher de la Ligue majeure de baseball.

## Carrière

### Red Sox de Boston
Félix Doubront signe son premier contrat professionnel en 2005 avec les Red Sox de Boston.
Il fait ses débuts dans les majeures le 18 juin 2010 comme lanceur partant des Red Sox face aux Dodgers de Los Angeles. Il lance cinq manches et est crédité de la victoire. Il lance dans douze parties des Sox au cours des mois de juin, juillet et août, obtenant trois départs et neuf sorties en relève. Il retourne aux mineures avec une fiche de deux victoires et deux défaites, une moyenne de points mérités de 4,32 et 23 retraits sur des prises en 25 manches au monticule.

### Cubs de Chicago
Les Red Sox échangent Doubront aux Cubs de Chicago le 30 juillet 2014 pour Marco Hernandez, un joueur de champ intérieur des ligues mineures. Il effectue 4 départs pour Chicago fin 2014. En compétition pour le poste de 5e lanceur partant de la rotation des Cubs, il est libéré au terme de l'entraînement de printemps en 2015.

### Blue Jays de Toronto
Après avoir été libéré par les Cubs, Doubront rejoint les Blue Jays de Toronto, pour qui il joue 5 matchs (dont 4 comme lanceur partant) en 2015, en plus d'effectuer 9 départs avec leur club-école.

### Athletics d'Oakland
Le 31 juillet 2015, les Blue Jays de Toronto échangent le lanceur gaucher Félix Doubront aux Athletics d'Oakland.

## Statistiques
| Saison | Équipe | G  | GS | CG | SHO | V | D | SV | IP   | SO | ERA  |
| ------ | ------ | -- | -- | -- | --- | - | - | -- | ---- | -- | ---- |
| 2010   | Boston | 12 | 3  | 0  | 0   | 2 | 2 | 2  | 25.0 | 23 | 4,32 |
| Totaux | Totaux | 12 | 3  | 0  | 0   | 2 | 2 | 2  | 25.0 | 23 | 4,32 |

Note : G = Matches joués ; GS = Matches comme lanceur partant ; CG = Matches complets ; SHO = Blanchissages ; 
V = Victoires ; D = Défaites ; SV = Sauvetages ; IP = Manches lancées ; SO = Retraits sur des prises ; ERA = Moyenne de points mérités.